# Ma Sü-lun
Ma Sü-lun (čínsky pchin-jinem Mǎ Xùlún, znaky zjednodušené 马叙伦, tradiční 馬敘倫; 27. dubna 1885 — 4. května 1970) byl čínský lingvista, pedagog, spisovatel a politik. Ve 20. a 30. letech se aktivně účastnil politického života v Číně, opakovaně byl náměstkem ministra školství, od roku 1923 byl členem Kuomintangu. Ve 30. letech se angažoval v hnutí za národní jednotu v boji proti japonské invazi. Od roku 1945 organizoval Čínské sdružení pro rozvoj demokracie, která se přiklonila na stranu komunistů a roku 1949 se podílel na ustavení Čínské lidové republiky. V nové republice zaujal prestižní politické funkce, byl členem ústřední lidové vlády a místopředsedou výboru pro kulturu a vzdělání státní administrativní rady (obojí 1949–1954), ministrem školství (1949–1952), ministrem vysokého školství (1952–1954), místopředsedou Čínského lidového politického poradního shromáždění (od 1965). V Čínském sdružení pro rozvoj demokracie byl předsedou ústředního výboru (od 1950), současně byl místopředsedou ústředního výboru Čínské demokratické ligy (od 1953).

## Život
Ma Sü-lun se narodil 27. dubna 1885 v okrese Žen-che (v současnosti obvod Jü-chang města Chang-čou) v provincii Če-ťiang. Zapojil se do čínského nacionalistického hnutí, roku 1910 se připojil k Jižní společnosti (Nan še), revoluční literární a vlastenecké organizaci založené Liou Ja-c’em. Podpořil protimandžuské povstání roku 1911 a roku 1913 s Čang Tchaj-jenem v Šanghaji založil Velký republikový deník, jehož se stal šéfredaktorem. Roku 1913 byl jmenován profesorem Pekingské univerzity, roku 1915 rezignoval na protest proti politice Jüan Š’-kchaje, po jeho porážce se vrátil na univerzitu a během hnutí čtvrtého května byl zvolen předsedou Svazu zaměstnanců pekingských vysokých a středních škol. 
Roku 1921 převzal resort školství ve vládě provincie Če-ťiang. Po reorganizaci pekingské vlády se vrátil do Pekingu jako náměstek ministra školství. V roce 1923 vstoupil do Kuomintangu, v pekingské organizaci KUomintangu odpovídal v propagandu. Roku 1926 se po násilném potlačení demonstrace z 18. března postavil proti pekingské vládě a byl nucen uprchnout do Če-ťiangu. Tam vyzval guvernéra aby podpořil Severní pochod Kuomintangu; po obsazení Če-ťiangu kuomintangskou armádou vstoupil do čeťiangské vlády, podpořil Čankajškův protikomunistický převrat. Roku 1928 přijal úřad náměstka ministra školství v kuomintangské vládě. V roce 1931, po japonské invazi do Mandžuska, inicioval založení Pejpchingské kulturní společnosti a Severočínského svazu lidové spásy. Od roku 1935 se zasazoval o vytvoření protijaponské národní jednotné fronty. Na podzim 1936 odcestoval do S’-čchuanu, aby se pokusil přesvědčit tamního guvernéra Liou Sianga, aby přiměl Čankajška k odporu proti Japoncům. Roku 1937 odešel do Šanghaje a soustředil se na literární činnost.
Po vítězství v protijaponské válce v roce 1945 se zapojil do vlasteneckého demokratického hnutí; v prosinci 1945 společně s Sü Kuang-pchingem, Čou Ťien-ženem a Čao Pchu-čchuem a dalšími založil Čínské sdružení na podporu demokracie (CAPD) a s podporou podzemních organizací Komunistické strany Číny a 53 lidových organizací Šanghaje Šanghajskou federaci lidových sdružení, jejímž byl jmenován výkonným předsedou. V červnu 1946 se připojil k Šanghajské lidové petiční skupině za mír a odjel do Nankingu, aby vyzval k míru; v Nankingu byli členové skupiny zbiti kuomintangskými agenty, přičemž byl Mao Sü-lun vážně zraněn. Po tomto incidentu ho ostentativně v nemocnici navštívili Čou En-laj, Tung Pi-wu a Teng Jing-čchao z delegace komunistické strany v Nankingu a Mao Ce-tung a Ču Te mu z Jen-anu poslali soustrastné telegramy. Ma Sü-lun v odpovědi uvedl: „Naděje Číny může spočívat pouze ve vás.“ Koncem června 1946 zahájila nacionalistická armáda totální útok na osvobozené oblasti a potlačila vlastenecké demokratické hnutí. To Ma  Sü-lun ostře odsoudil. Koncem roku 1947 s pomocí Komunistické strany Číny přešel ze Šanghaje do Hongkongu, kde spoluzaložil založil hongkongskou pobočku Čínského sdružení na podporu demokracie. Roku 1948 odešel z Hongkongu do komunisty ovládaných oblastí a v lednu 1949 s dalšími členy vedení Čínského sdružení pro podporu demokracie rozhodně podpořil komunistickou stranu.
V červnu 1949 se zúčastnil přípravného zasedání Čínského lidového politického poradního shromáždění, stal se členem jeho stálého výboru,  byl zodpovědný za výběr státní vlajky, znaku a hymny Čínské lidové republiky. Po vzniku Čínské lidové republiky působil jako člen ústřední lidové vlády Čínské lidové republiky, členem státní administrativní rady a místopředsedou jejího výboru pro kulturu a vzdělávání, ministr školství (1949–1952) a ministr vysokého školství (1952–1954) ústřední lidové vlády. Zaujímal vysoké funkce v zastupitelských a poradních sborech ČLR, od roku 1949 byl členem stálého výboru Čínského lidového politického poradního shromáždění a od roku 1965 jeho místopředsedou, v letech 1954–1964 byl členem stálého výboru Všečínského shromáždění lidových zástupců. Byl přijat za člena Čínské akademie věd, patřil k předním čínským lingvistům, věnoval se zejména gramatologii a historické fonologii čínštiny, podílel se na reformě čínského písma.
V roce 1950 byl na prvním sjezdu Čínského sdružení na podporu demokracie zvolen předsedou ústředního výboru sdružení, předsedou ústředního výboru byl volen znovu i na následujících sjezdech (druhém a třetím). V květnu 1953 byl kooptován za místopředsedu ústředního výboru Čínské demokratické ligy a poté byl zvolen místopředsedou ústředního výboru Čínské demokratické ligy na jejím druhém a třetím sjezdu.
Zemřel 4. května 1970 v Pekingu. Pohřben je na Papaošanském revolučním hřbitově v Pekingu.